# Cá dóc
Cá dóc (tên khoa học Alepes djedaba) là một loài cá biển trong họ Carangidae. 